# Baga Sobané jezik
Baga Sobané jezik (ISO 639-3: bsv), izumrli nigersko-kongoanski jezik koji se nekada govorio u Gvineji između rijeka Kapatchez i Pongo. Bio je srodan jezicima landoma [ldm] i themne [tem] i predstavnik skupine temne, podskupine baga.
Pripadnici etničke skupine danas govore jezikom susu [sus].

## Vanjske poveznice
- Ethnologue (14th)
- Ethnologue (15th)